# رالف ألسويرث
رالف ألسويرث (بالإنجليزية: Ralph Ellsworth)‏ هو منافس ألعاب قوى أمريكي، ولد في 28 يناير 1924، وتوفي في 18 يناير 1998.